# Frank Schuster (Bischof)

Wappen von Franklin Raymond Schuster

Franklin Raymond Schuster (* 20. Mai 1971 in Mount Vernon, Washington) ist ein US-amerikanischer Geistlicher und römisch-katholischer Weihbischof in Seattle.

## Leben
Frank Schuster studierte von 1994 bis 1999 Philosophie und Theologie am Mundelein Seminary der University of Saint Mary of the Lake und empfing am 12. Juni 1999 das Sakrament der Priesterweihe für das Erzbistum Seattle.
Neben Aufgaben in der Pfarrseelsorge war er von 2000 bis 2003 und von 2006 bis 2007 Hochschulseelsorger an der Western Washington University. Seit 1995 ist er Diözesandirektor für die Ausbildung der Ständigen Diakone. Im Jahr 2021 wurde er Pfarrer der Pfarrei Saint Vincent de Paul in Federal Way.
Papst Franziskus ernannte ihn am 8. März 2022 zum Weihbischof in Seattle und Titularbischof von Hirina. Die Bischofsweihe spendete ihm der Erzbischof von Seattle, Paul Dennis Etienne, am 3. Mai desselben Jahres in der St. James Cathedral in Seattle. Mitkonsekratoren waren dessen Amtsvorgänger James Peter Sartain und der Bischof von Yakima, Joseph Jude Tyson.